# Atalanta Bergamasca Calcio 1936-1937
Questa pagina raccoglie i dati riguardanti l'Atalanta Bergamasca Calcio nelle competizioni ufficiali della stagione 1936-1937.

## Stagione
Per la prima volta, dopo tante sofferenze, la società neroazzurra riesce a centrare l'obiettivo della serie A. Protagonisti dell'impresa l'allenatore Barbieri e una rosa caratterizzata dalla forte presenza di giocatori bergamaschi, che spesso arrivava a sette su undici.

La squadra parte sparata e riesce a mantenere la posizione per tutto il campionato, chiudendo (con 39 punti in 30 giornate) alle spalle del solo Livorno, togliendosi la soddisfazione di portar via tre punti su quattro negli scontri diretti ai toscani.

La formazione-tipo della cavalcata leggendaria era: Borgioli; Signorini (Morzenti), Simonetti; Andrei; Bonomi (Barcella); Procura (Schiavi); Bolognese, Cominelli, Savio, Salvi, Remigi (Guidi).
I giocatori Borgioli, Bonomi e Salvi vengono anche convocati nella Rappresentativa lombarda che a Francoforte batte la Nazionale B della Germania (2-1).
In Coppa Italia la squadra viene eliminata alla prima gara, persa per 4-0 sul campo del Livorno nel terzo turno eliminatorio.

## Organigramma societario
Area direttiva
- Presidente: Lamberto Sala
- Vice Presidente: Pietro Ghezzi
- Consiglieri: Guido Suardo, Antonio Pesenti, Fabio Allegreni, Cirillo Pesenti, Giosuè Farina, Aldo Franca, Giovanni Guazzelli, Paolo Masneri, Alberto Perroni, Franco Daina, Mario Bartoli, Giovanni Bontempelli, Pietro Facchinetti
- Segretario: Oreste Onetto

Area tecnica
- Allenatore: Ottavio Barbieri

Area sanitaria

## Rosa
| N. |                   | Ruolo | Calciatore          |
| -- | ----------------- | ----- | ------------------- |
|    | Italia (bandiera) | P     | Loris Borgioli      |
|    | Italia (bandiera) | P     | Achille Dari        |
|    | Italia (bandiera) | D     | Antonio Morzenti    |
|    | Italia (bandiera) | D     | Renzini             |
|    | Italia (bandiera) | D     | Teodoro Signorini   |
|    | Italia (bandiera) | D     | Francesco Simonetti |
|    | Italia (bandiera) | C     | Pietro Albani       |
|    | Italia (bandiera) | C     | Giuseppe Andrei     |
|    | Italia (bandiera) | C     | Giuseppe Barcella   |
|    | Italia (bandiera) | C     | Giuseppe Bonomi     |
|    | Italia (bandiera) | C     | Severo Cominelli    |
|    | Italia (bandiera) | C     | Mario Forlani       |

| N. |                   | Ruolo | Calciatore       |
| -- | ----------------- | ----- | ---------------- |
|    | Italia (bandiera) | C     | Pietro Maestroni |
|    | Italia (bandiera) | C     | Luigi Procura    |
|    | Italia (bandiera) | C     | Italo Raguzzi    |
|    | Italia (bandiera) | C     | Remigio Scavazza |
|    | Italia (bandiera) | C     | Vittorio Schiavi |
|    | Italia (bandiera) | A     | Gino Bolognese   |
|    | Italia (bandiera) | A     | Giovanni Guidi   |
|    | Italia (bandiera) | A     | Giulio Longhi    |
|    | Italia (bandiera) | A     | Merlini          |
|    | Italia (bandiera) | A     | Romolo Remigi    |
|    | Italia (bandiera) | A     | Arnaldo Salvi    |
|    | Italia (bandiera) | A     | Dario Savio      |

## Calciomercato
| Acquisti | Acquisti         | Acquisti | Acquisti   |
| R.       | Nome             | da       | Modalità   |
| -------- | ---------------- | -------- | ---------- |
| P        | Loris Borgioli   | Siena    | definitivo |
| P        | Achille Dari     | Lecco    | definitivo |
| C        | Luigi Procura    | Verona   | definitivo |
| C        | Remigio Scavazza | Piave    | definitivo |
| A        | Gino Bolognese   | SPAL     | definitivo |
| A        | Romolo Remigi    | Aquila   | definitivo |
| A        | Dario Savio      | Vigevano | definitivo |

| Cessioni | Cessioni           | Cessioni          | Cessioni                              |
| R.       | Nome               | a                 | Modalità                              |
| -------- | ------------------ | ----------------- | ------------------------------------- |
| C        | Alessandro Bonetti | Carrarese         | definitivo                            |
| P        | Gaetano Cesana     | Alfa Romeo Milano | definitivo                            |
| C        | Vittorio Casati    |                   | lasciato libero per servizio militare |
| C        | Orlando Ricci      | Carrarese         | definitivo                            |
| A        | Aldo Dusi          | Brescia           | definitivo                            |
| A        | Alberto Graziani   | Cantieri Tosi     | definitivo                            |
| A        | Bruno Poletti      | Aquila            | definitivo                            |
| A        | Enzo Rosa          | Venezia           | definitivo                            |
| A        | Giorgio Rossi      | Ponziana          | definitivo                            |

## Risultati

### Serie B

#### Girone d'andata
| Arbitro: | Curradi (Firenze) |

|           |           |            |
| Salvi 66’ | Marcatori | 8’ Alberti |

| Arbitro: | Conticini (Firenze) |

|                      |           |  |
| Savio 46’ Remigi 85’ | Marcatori |  |

| Arbitro: | Sassi (Roma) |

|                  |           |                                   |
| Svageli 30’, 59’ | Marcatori | 35’ Savio 48’ Cominelli 68’ Guidi |

| Arbitro: | Corradini (Bologna) |

|                 |           |           |
| Lenzi 6’ (rig.) | Marcatori | 71’ Salvi |

| Arbitro: | Tagliapietra (Padova) |

|                                         |           |               |
| Remigi 15’, 51’ Cominelli 27’ Savio 73’ | Marcatori | 17’ Michelini |

| Arbitro: | Mazzarini (Roma) |

|  |           |               |
|  | Marcatori | 87’ Bolognese |

| Bergamo 1º novembre 1936, ore ? 7ª giornata | Atalanta         | 0 – 0 | Verona | M.Brumana\| Arbitro: \| Candela (Genova) \| |
| Arbitro:                                    | Candela (Genova) |       |        |                                             |

| Arbitro: | Mattea (Torino) |

|                                    |           |  |
| Remigi 23’ Cominelli 33’ Salvi 49’ | Marcatori |  |

| Catania 22 novembre 1936, ore ? 9ª giornata | Catania        | 0 – 0 | Atalanta | Campo Piazza Esposizione\| Arbitro: \| Dattilo (Roma) \| |
| Arbitro:                                    | Dattilo (Roma) |       |          |                                                          |

| Arbitro: | Saraceni (Ancona) |

|        |           |               |
| Re 67’ | Marcatori | 59’ Bolognese |

| Arbitro: | Galeati (Bologna) |

|               |           |  |
| Savio 5’, 15’ | Marcatori |  |

| Arbitro: | Soliani (Genova) |

|                      |           |  |
| Savio 35’ Remigi 87’ | Marcatori |  |

| Arbitro: | Mattea (Torino) |

|            |           |  |
| Zironi 36’ | Marcatori |  |

| Arbitro: | Gondola (Monfalcone) |

|                                                          |           |           |
| Bottazzi 10’ (aut.) Andrei 24’ Cominelli 38’ Schiavi 68’ | Marcatori | 12’ Giuge |

| Arbitro: | Pirovano (Monza) |

|               |           |  |
| Girometta 59’ | Marcatori |  |

#### Girone di ritorno
| Arbitro: | Scotto (Savona) |

|            |           |  |
| Icardi 52’ | Marcatori |  |

| Arbitro: | Mastellari (Bologna) |

|              |           |                                  |
| Guasconi 20’ | Marcatori | 21’, 37’ Cominelli 75’ Bolognese |

| Arbitro: | Gondola (Monfalcone) |

|               |           |           |
| Cominelli 21’ | Marcatori | 85’ Busin |

| Arbitro: | Bertolio (Torino) |

|                         |           |  |
| Simonetti 60’ Savio 70’ | Marcatori |  |

| Arbitro: | Mastellari (Bologna) |

|               |           |                         |
| Venturini 58’ | Marcatori | 22’ Savio 37’ Simonetti |

| Arbitro: | Mattea (Torino) |

|           |           |            |
| Savio 44’ | Marcatori | 45’ Arcari |

| Verona 28 febbraio 1937, ore ? 22ª giornata | Verona             | 0 – 0 | Atalanta | Comunale via Bentegodi\| Arbitro: \| Pizziolo (Firenze) \| |
| Arbitro:                                    | Pizziolo (Firenze) |       |          |                                                            |

| Arbitro: | Saraceni (Ancona) |

|                       |           |  |
| Suber 12’ Pomponi 50’ | Marcatori |  |

| Arbitro: | Soliani (Genova) |

|                                    |           |  |
| Bonomi 37’ Cominelli 70’ Savio 82’ | Marcatori |  |

| Arbitro: | Tagliapietra (Padova) |

|                                                            |           |                |
| Remigi 24’ Cominelli 28’, 79’ Simonetti 41’, 74’ Salvi 60’ | Marcatori | 71’, 72’ Gerbi |

| Arbitro: | Mastellari (Bologna) |

|                                 |           |  |
| Buzzoni 39’, 63’ Lazzaretti 85’ | Marcatori |  |

| Arbitro: | Conticini (Firenze) |

|           |           |            |
| Lessi 33’ | Marcatori | 27’ Remigi |

| Bergamo 2 maggio 1937, ore ? 28ª giornata | Atalanta         | 0 – 0 | Modena | M.Brumana\| Arbitro: \| Soliani (Genova) \| |
| Arbitro:                                  | Soliani (Genova) |       |        |                                             |

| Arbitro: | Gianelli (Genova) |

|                                |           |                             |
| Patuzzi 51’ (rig.), 84’ (rig.) | Marcatori | 34’ (rig.) Savio 62’ Bonomi |

| Arbitro: | Leoni (Milano) |

|                               |           |               |
| Schiavi 35’, 50’ Barcella 52’ | Marcatori | 57’ Girometta |

### Coppa Italia

#### Terzo Turno
| Arbitro: | Bertolio (Torino) |

|                                 |           |  |
| Pitto 55’, 57’ Lentini 71’, 80’ | Marcatori |  |

## Statistiche

### Statistiche di squadra
| Competizione | Punti | In casa | In casa | In casa | In casa | In casa | In casa | In trasferta | In trasferta | In trasferta | In trasferta | In trasferta | In trasferta | Totale | Totale | Totale | Totale | Totale | Totale | DR  |
| Competizione | Punti | G       | V       | N       | P       | Gf      | Gs      | G            | V            | N            | P            | Gf           | Gs           | G      | V      | N      | P      | Gf     | Gs     | DR  |
| ------------ | ----- | ------- | ------- | ------- | ------- | ------- | ------- | ------------ | ------------ | ------------ | ------------ | ------------ | ------------ | ------ | ------ | ------ | ------ | ------ | ------ | --- |
| Serie B      | 39    | 15      | 10      | 5       | 0       | 34      | 8       | 15           | 4            | 6            | 5            | 14           | 17           | 30     | 14     | 11     | 5      | 48     | 25     | +23 |
| Coppa Italia | -     | 0       | 0       | 0       | 0       | 0       | 0       | 1            | 0            | 0            | 1            | 0            | 4            | 1      | 0      | 0      | 1      | 0      | 4      | -4  |

### Statistiche dei giocatori
| Giocatore    | Serie B  | Serie B | Coppa Italia | Coppa Italia | Totale   | Totale |
| Giocatore    | Presenze | Reti    | Presenze     | Reti         | Presenze | Reti   |
| ------------ | -------- | ------- | ------------ | ------------ | -------- | ------ |
| P. Albani    | 0        | 0       | 1            | 0            | 1        | 0      |
| G. Andrei    | 22       | 1       | 0            | 0            | 22       | 1      |
| G. Barcella  | 11       | 1       | 0            | 0            | 11       | 1      |
| G. Bolognese | 18       | 3       | 0            | 0            | 18       | 3      |
| G. Bonomi    | 15       | 2       | 1            | 0            | 16       | 2      |
| L. Borgioli  | 30       | -25     | 0            | 0            | 30       | -25    |
| S. Cominelli | 30       | 10      | 0            | 0            | 30       | 10     |
| A. Dari      | 0        | 0       | 1            | -4           | 1        | -4     |
| M. Forlani   | 7        | 0       | 1            | 0            | 8        | 0      |
| G. Guidi     | 10       | 1       | 0            | 0            | 10       | 1      |
| G. Longhi    | 0        | 0       | 1            | 0            | 1        | 0      |
| P. Maestroni | 3        | 0       | 1            | 0            | 4        | 0      |
| Merlini      | 0        | 0       | 1            | 0            | 1        | 0      |
| A. Morzenti  | 8        | 0       | 1            | 0            | 9        | 0      |
| L. Procura   | 26       | 0       | 0            | 0            | 26       | 0      |
| I. Raguzzi   | 0        | 0       | 1            | 0            | 1        | 0      |
| R. Remigi    | 18       | 7       | 0            | 0            | 18       | 7      |
| Renzini      | 0        | 0       | 1            | 0            | 1        | 0      |
| A. Salvi     | 29       | 4       | 0            | 0            | 29       | 4      |
| D. Savio     | 29       | 11      | 0            | 0            | 29       | 11     |
| R. Scavazza  | 14       | 0       | 0            | 0            | 14       | 0      |
| V. Schiavi   | 8        | 3       | 1            | 0            | 9        | 3      |
| T. Signorini | 25       | 0       | 0            | 0            | 25       | 0      |
| F. Simonetti | 27       | 4       | 0            | 0            | 27       | 4      |